# Manawatu Rugby Union
Maillots
Actualités
Dernière mise à jour : 7 août 2025.
 Manawatu Rugby Union  est la fédération de rugby à XV pour la province de Manawatu en Nouvelle-Zélande. Elle est fondée en 1886, c'est une des plus anciennes fédérations de Nouvelle-Zélande.
Son équipe fanion, les Manawatu Turbos, participe au championnat des provinces NPC. Elle joue au FMG Stadium. 
Manawatu a détenu le Ranfurly Shield en 1976-78, et remporté le championnat NPC en 1980. La province retrouve la 1e division avec l'édition 2006.

## Clubs représentés
| - Palmerston North RFC (HSOB) - Queen Elizabeth College Old Boys RFC (COB) - Freyberg Old Boys RFC - Kia Toa RFC - Palmerston North Marist - Massey University RC | - Feilding RFC - Feilding Old Boys RFC - Bush RFC,Woodville - Te Kawau - Oroua RFC - Linton Army RFC |

## Palmarès
- Championnat des provinces (National Provincial Championship puis Air New Zealand Cup) (1)  : 1980.
- Ranfurly Shield : 14 victoires en 32 matches.

## Effectif 2025
| Piliers - Clément Castets - Misinale Nafualu Epenisa - Joseph Gavigan - Malakai Hala-Ngatai - Feleti Sae-Ta'ufo'ou (en) - Logan Wallace - Flyn Yates Talonneurs - Vernon Bason - Raymond Tuputupu (en) - Sase Va'a Deuxièmes lignes - Reuben Allen - Rob Harley - Taine Roiri - Ofa Tauatevalu (en) | Troisièmes lignes - Mosese Bason - Joseph Fabish - Julian Goerke - TK Howden (en) - Brayden Iose (en) - Reuben Nelley - Rowan Slater Demis de mêlée - Jai Tamati - Jordi Viljoen (en) - Bryn Wilson Demis d'ouverture - Isaiah Armstrong-Ravula (en) - Brett Cameron - Liam O'Connor | Centres - Kyle Brown - Ngani Laumape - Taofuka Paongo - James Tofa Ailiers-Arrières - Sam Coles - Taniela Filimone (en) - Junta Hamano - Tsujino Hayata - Pena Va'a - Drew Wild |

## Joueurs emblématiques
| - Tomasi Cama Junior - Christian Cullen - Aaron Cruden - Mark Donaldson - Jason Eaton - Jason Hewett (en) - Ron Horsley - Kent Lambert - Rod McKenzie - Michael O'Callaghan - Doug Rollerson (en) - Kevin Schuler (en) - Mark Shaw - Lee Stensness - Sam Strahan |